# Patur
Patur là một thành phố và là nơi đặt hội đồng đô thị (municipal council) của quận Akola thuộc bang Maharashtra, Ấn Độ.

## Địa lý
Patur có vị trí 20°27′B 76°56′Đ / 20,45°B 76,93°Đ Nó có độ cao trung bình là 341 mét (1118 feet).

## Nhân khẩu
Theo điều tra dân số năm 2001 của Ấn Độ, Patur có dân số 20.531 người. Phái nam chiếm 52% tổng số dân và phái nữ chiếm 48%. Patur có tỷ lệ 72% biết đọc biết viết, cao hơn tỷ lệ trung bình toàn quốc là 59,5%: tỷ lệ cho phái nam là 77%, và tỷ lệ cho phái nữ là 66%. Tại Patur, 15% dân số nhỏ hơn 6 tuổi.